# Vendetta
Pour les articles homonymes, voir Vendetta (homonymie).
 (août 2023).
 (novembre 2014).
 (avril 2013).
Si vous disposez d'ouvrages ou d'articles de référence ou si vous connaissez des sites web de qualité traitant du thème abordé ici, merci de compléter l'article en donnant les références utiles à sa vérifiabilité et en les liant à la section « Notes et références ».

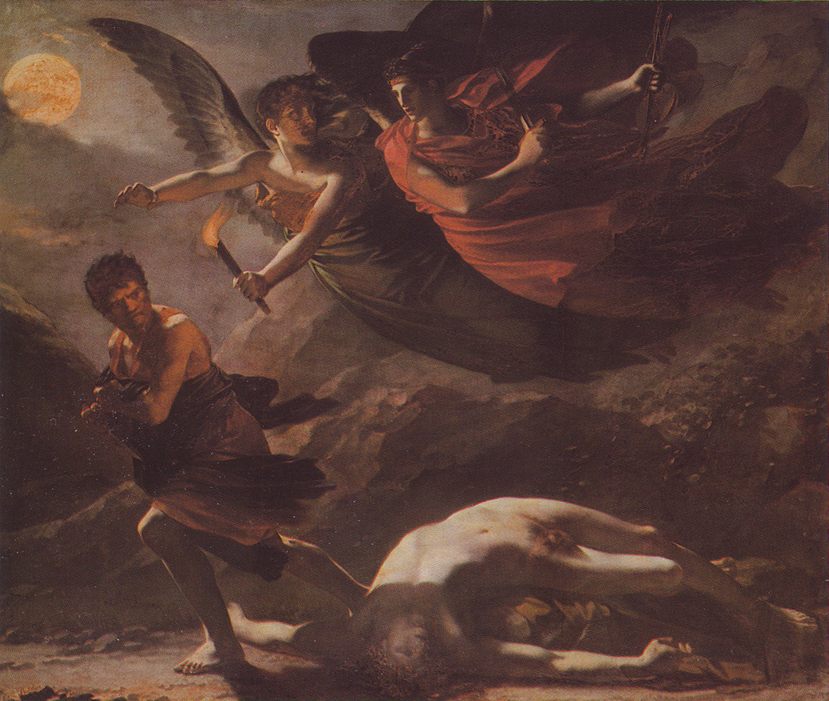
La Justice et la Vengeance divine poursuivant le Crime, 1808 (musée du Louvre) de Pierre Paul Prud'hon.

La vendetta désigne une haine ou une hostilité entre plusieurs familles ou plusieurs groupes, qui se manifeste par des vengeances souvent accompagnées de meurtres.

## Définitions
Le Dictionnaire de l'Académie française définit la vendetta comme un « mot emprunté de l’italien [signifiant] haine, hostilité qui existe dans le bassin méditerranéen, dans le Rif et dans les Balkans entre deux familles, et qui cause souvent des meurtres. »
Pour le Robert, il s'agit d'une « coutume corse, par laquelle les membres de deux familles ennemies poursuivent une vengeance réciproque jusqu'au crime. » Cela peut aussi désigner un couteau corse qui sert à saigner le gros gibier ou le bétail.
Plus généralement, le mot vendetta désigne, dans les sociétés claniques de la région méditerranéenne, la vengeance d'un meurtre ou d'une offense. Elle implique, par obligation de solidarité, tous les parents et alliés jusqu'à un certain degré de parenté ou d'alliance,.

## Histoire
Le couple domination/résistance joue un rôle important dans le développement du phénomène de la vendetta. La domination doit être comprise au travers d'une structure familiale au sens large : le clan ou la tribu, qui réunit plusieurs dizaines, voire plusieurs centaines de personnes affiliées, redevables ou employées. 
Les vendettas peuvent mobiliser de véritables bandes, aptes à organiser la vengeance, et à s'assurer de complicités pour éviter une arrestation. Elles peuvent également décourager toute velléité d'intervention de la police par une fuite organisée – dans le maquis corse, par exemple.
En Haute Albanie, la vendetta se déroule de tribu à tribu ; elle entraîne de véritables guerres, empêchent toute circulation d'un territoire à un autre. Le clan est un instrument de domination : il peut contraindre un membre désigné de la famille à accomplir son devoir, en reprenant le sang et en respectant le Kanun (code d'honneur) en Albanie[réf. nécessaire].
La perte de l'honneur est assimilée à la perte de la vie ; celui qui ne se venge pas subit des humiliations pour lui rendre la vie impossible : il ne peut prendre la parole en public, seule la main gauche lui est tendue, le verre ou la cuillère lui sont passés par-dessous la jambe[réf. nécessaire].
La vendetta est également un outil de domination politique[Par qui ?]. Sur un village ou sur un territoire plus étendu, l'objectif est d'éliminer l'adversaire, alimenter les motivations, souder le clan[réf. nécessaire].
Les exemples sont nombreux, dans la littérature et ailleurs ; dans Colomba de Mérimée, le conflit entre deux familles corses, les Barricini et les Della Rebbia, recoupe une opposition politique entre conservateurs royalistes et bonapartistes[réf. nécessaire]. Un des enjeux est le pouvoir sur le village au travers de la mairie. En Crète, l'affrontement de deux familles, les Sarzetakis et les Pentarakis, a duré plus d'un siècle[réf. nécessaire].
Pour obliger un adversaire politique à se retirer de la scène publique, la vendetta s'est révélée très efficace. Non limitée dans le temps, elle  peut aboutir à l'élimination physique de l'adversaire, au nom de l'honneur[réf. nécessaire].
La vendetta se nourrit également de la résistance à une domination politique. Le sentiment d'injustice, d'inégalité de traitement est souvent à l'origine de cette forme de justice privée, primitive. La Corse dominée par les Génois, puis par les Français, a cultivé ce sentiment d'injustice et de résistance associées[réf. nécessaire].
En Albanie, les tribus catholiques du Nord s'appuient sur leur inaccessibilité, et ont développé une justice basée sur le Kanun, en opposition à la justice ottomane. L'administration de l'Empire les a abandonnées à leur sort, dans une quasi-autonomie[réf. nécessaire].
En Grèce et Crète, l'Église orthodoxe a servi de base à la résistance contre le pouvoir ottoman. L'éloignement au pouvoir central a autorisé cette forme de justice traditionnelle. En Turquie, les Turkmènes, qu'évoque Yachar Kemal[Où ?], ont perpétué cette tradition[réf. nécessaire].

### Dans la littérature
Le plus ancien témoignage sur la vendetta en Corse remonte à l'empire romain : Sénèque, homme d'État et philosophe stoïcien, fut exilé en Corse pour avoir entretenu une liaison adultère avec Julia Livilla, sœur de l'empereur Caligula. Il passa six ans dans le nord de la Corse. Il écrit : « Se venger est la première loi des Corses, la deuxième, vivre de rapines, la troisième, mentir, et la quatrième, nier les dieux ».
Au XIXe siècle, des écrivains français se sont intéressés à la vendetta en Corse. Entre 1830 et 1890, Balzac, Mérimée, Maupassant et Alexandre Dumas traitent ce sujet. Mérimée reconnaissait qu'il « adorait » se faire raconter des histoires de vendetta.[réf. nécessaire]
Le caractère, héroïque et scandaleux, de la vendetta permet de mettre en scène des héros romantiques. Le « bandit d'honneur » en est l'archétype privilégié. Il connaît un grand succès sur fond de paysages corses. À cette époque, la région était tenue pour exotique, de par sa faible notoriété et son manque d'accessibilité aux voyageurs[réf. nécessaire].

#### Prosper Mérimée

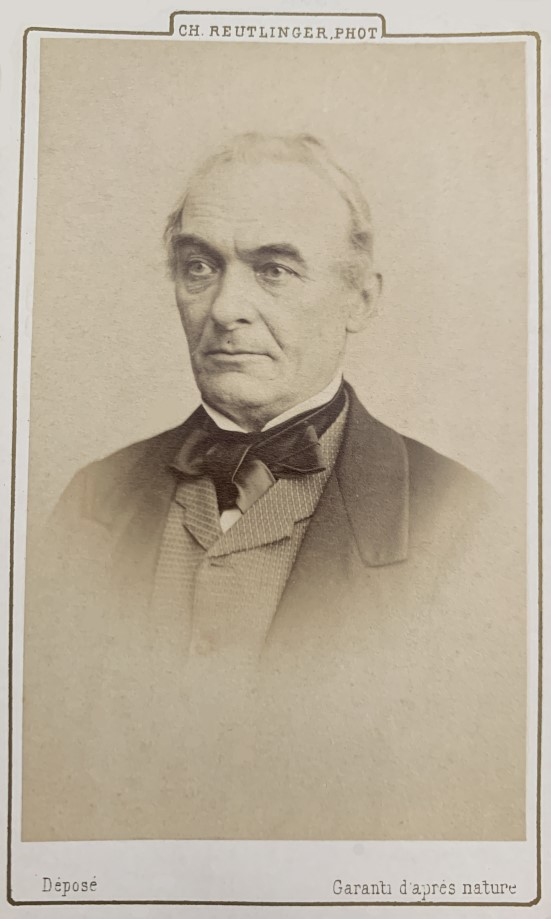
Mérimée.

L'ouvrage le plus célèbre est Colomba de Prosper Mérimée. Il avait visité la Corse en 1839 en tant qu'inspecteur des monuments historiques. Son intérêt d'ethnologue s'attache, au-delà des monuments, aux constructions quotidiennes et à ce qu'elles révèlent des traditions. Il décrit les maisons corses comme des habitations austères, en granit, aux fenêtres étroites, qui peuvent servir de meurtrières en temps de vendetta. Souvent, ces habitations comprennent un four et un puits pour soutenir un siège.
On lui raconta, au cours de ses pérégrinations, une vendetta qui opposa en 1833 deux familles du village de Fozzano, près de Sartène : les Carabelli et les Durazzo (on peut noter que Durazzo est le nom italien de la ville albanaise de Durrës). 
Il fit connaissance de celle qui servit de modèle à Colomba, l'héroïne « qui excelle dans la fabrication des cartouches et s'entend même fort bien pour les envoyer aux personnes qui ont le malheur de lui déplaire. ». Dans la nouvelle, son frère Orso, officier bonapartiste réduit à l'état de demi-solde après la chute de l'Empire, revient au pays, et se trouve plongé dans un conflit opposant son propre clan à celui du maire du village. Déchiré entre le respect de la justice et la nécessité de la vengeance, influencé en outre par sa sœur Colomba, il est pris dans l'engrenage de la vendetta.

#### Guy de Maupassant

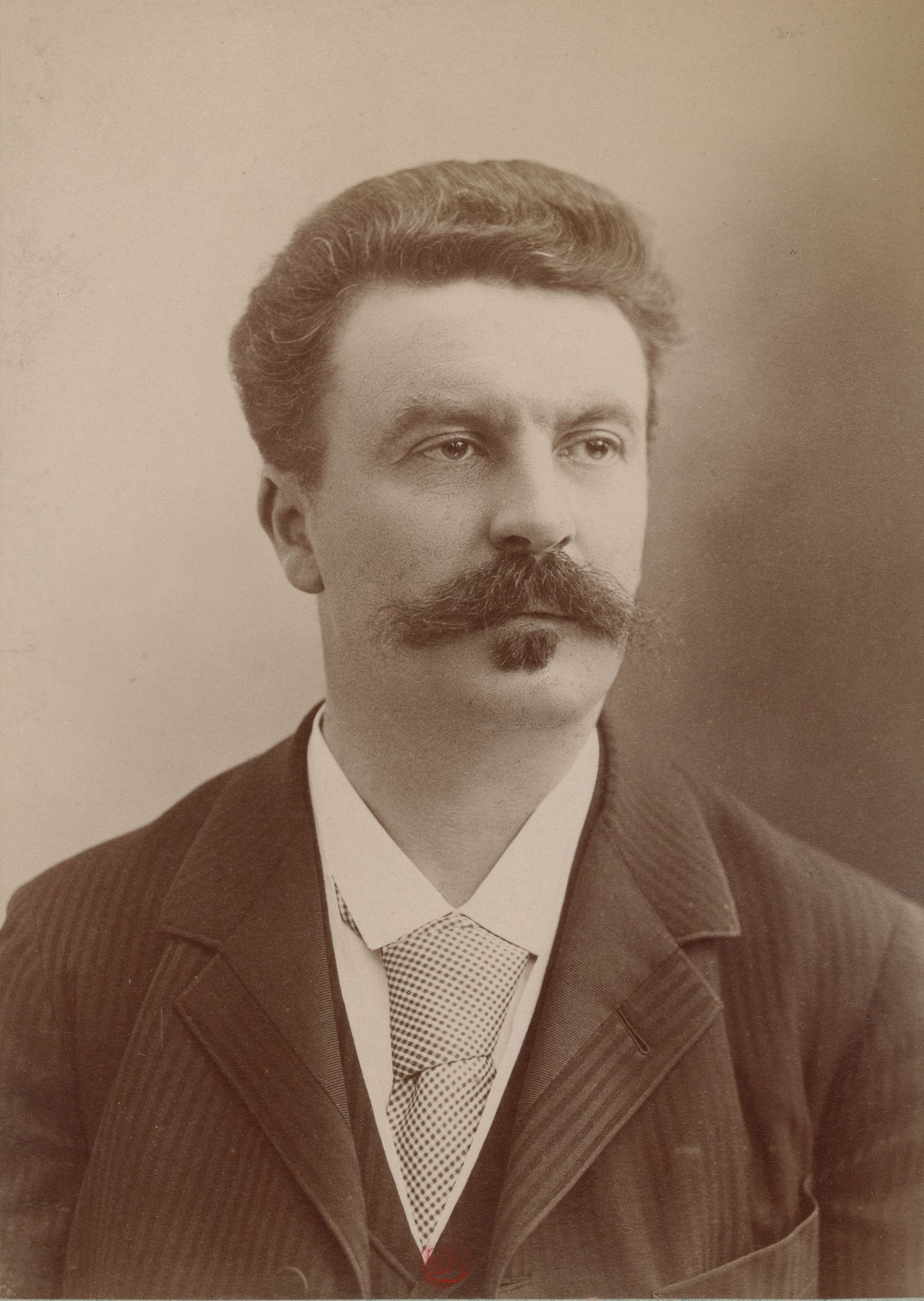
Guy de Maupassant par Félix Nadar, 1888.

Maupassant publie en 1883 une nouvelle de quatre pages, intitulée Vendetta, dans le journal Le Gaulois. Cette histoire sera reprise dans les Contes du jour et de la nuit en 1885[réf. nécessaire].
À Bonifacio, une mère perd son fils unique, tué d'un coup de couteau, à la suite d'une dispute. Le meurtrier s'enfuit en Sardaigne, de l'autre côté du détroit, dans un village sarde « où se réfugient les bandits corses traqués de trop près. Ils peuplent presque seuls ce hameau en face des côtes de leur patrie en attendant là le moment de revenir et de retourner au maquis ». La mère devant le cadavre de son enfant lui promet la vendetta en déclarant : « Va, va, mon garçon, mon pauvre enfant ; dors, dors, tu seras vengé entends-tu ? C'est la mère qui le promet. » Elle fait construire un mannequin qu'elle recouvre de boudin noir, puis s'enferme chez elle trois mois durant, avec sa chienne pour unique compagne. Cette dernière est régulièrement privée de nourriture, mais reçoit ponctuellement l'autorisation d'attaquer le mannequin en échange d'un bout de boudin grillé. Sitôt que l'animal est conditionné, la mère s'embarque pour la Sardaigne, identifie le meurtrier et lâche à ses trousses la bête affamée. Au moment de retrouver ses pénates, cette nuit-là, la mère vengeresse « dormit bien ».

Quand Maupassant s'écrie : 

« Quelle terrible coutume que cette vendetta ? 

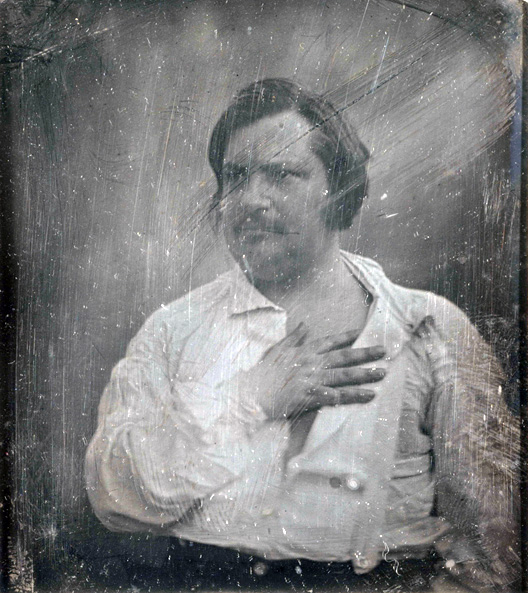
Honoré de Balzac par l'un des Frères Bisson.

- Que voulez-vous, on fait son devoir, lui répond-on. »

#### Honoré de Balzac
Balzac écrit en 1830 un curieux récit intitulé La Vendetta. Il se déroule à Paris. Il est consacré autant à Napoléon qu'à la vengeance familiale[réf. nécessaire].
Le succès de Mateo Falcone de Mérimée avait retenu l'attention de Balzac ; le thème de la famille est une constante dans son œuvre[réf. nécessaire].

Balzac raconte l'histoire d'une famille ; les Piombo quittent l'île à la suite d'une vendetta ; malgré une apparente réconciliation, les Porta assassinent le fils Piombo, brûlent la maison familiale et la vigne. En représailles, le clan Piombo assassine sept membres de la famille Porta, à l'exception d'un enfant dénommé Luigi. Quand les Piombo viennent à Paris exposer leur situation au Premier Consul Bonaparte, dont ils avaient protégé la mère poursuivie par les partisans de Paoli, Balzac attribue à Bonaparte une série de propos qui sont à la fois un diagnostic historique et une ligne de conduite à tenir pour la Corse.

« En conscience, dit-il, je suis devenu le chef d'une grande nation, je commande la République et dois faire exécuter les lois. Mais je peux fermer les yeux, reprit Bonaparte. Le préjugé de la vendetta empêchera longtemps le règne des lois en Corse, ajouta-t-il en se parlant à lui-même. Il faut cependant le détruire à tout prix. »

Il ajoute : « Nous penserons à toi. Mais plus de vendetta ! Il n'y pas de maquis ici. Si tu y joues du poignard, il n'y aurait pas de grâce à espérer. Ici la loi protège tous les citoyens et l'on ne se fait pas justice soi-même ». Bartholomeo di Piombo, fidèle parmi les fidèles de Napoléon, devint un riche baron d'Empire. Mais vouant un amour exclusif à sa fille, il s'opposera à son mariage avec un proscrit, caché dans l'atelier où elle s'exerce à la peinture. Il s'avère que celui-ci est le dernier fils de la famille Porta à laquelle les Piombo vouent une haine mortelle. Passant outre l'opposition de son père et la vendetta qui oppose les deux familles, ils se marient. D'abord heureux, ils sombrent bientôt dans la misère et le désespoir.
Ces écrivains ont donné une image du pays et de ses coutumes qui deviendra un cliché : terre à la fois sauvage et cruelle, peuplée de héros romantiques[réf. nécessaire].

### Une géographie bien identifiée à la Méditerranée

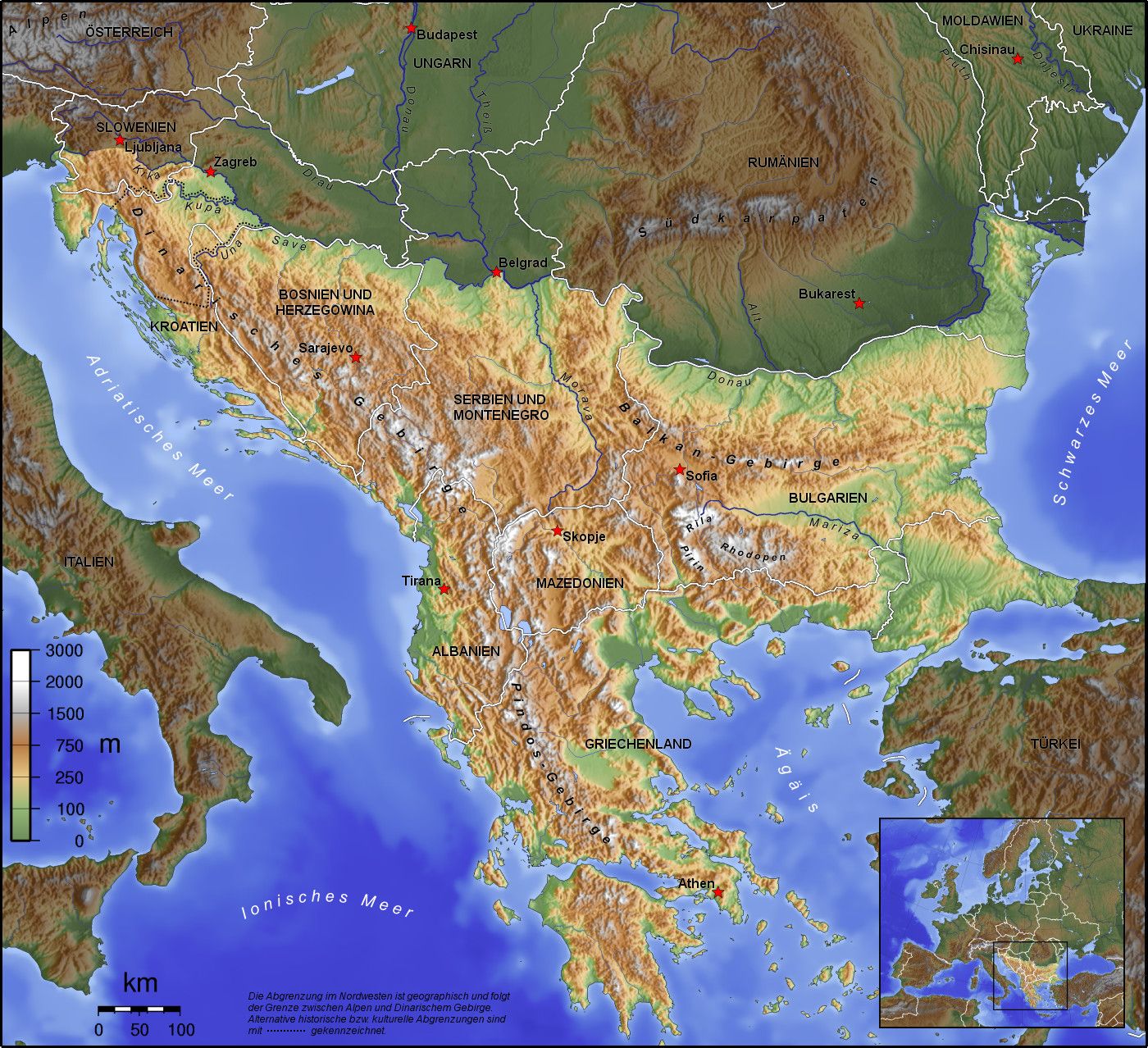
Les Balkans.

La vendetta en Europe est présente dans trois régions principales : les Balkans, l'Italie méridionale et, dans une moindre mesure, la Corse[réf. nécessaire].
La vendetta était présente dans la zone albanophone (Albanie, Kosovo, Macédoine) mais aussi au Monténégro et en Grèce (le Magne notamment).
Ces régions ont été occupées plusieurs siècles par l'empire Ottoman. La plupart de ces territoires englobent des peuples dont l'identité passe par la religion (catholique, musulmane, orthodoxe) et les langues d'origine latine, slave, turque ou même illyrienne pour les Albanais. 
En Albanie, les zones montagneuses et catholiques du Nord ont été plus touchées par ce phénomène que celles du centre (musulmane) ou du sud (orthodoxe). Mais au Kosovo à population largement musulmane, comme en Grèce, dans le Magne, à population orthodoxe, la vendetta est pratiquée à grande échelle[réf. nécessaire].
Le facteur religieux ne permet pas de différencier ces comportements. Les îles (Corse, Sardaigne, Crète et Sicile) sont, quant à elles, de véritables foyers de vendettas. L'isolement insulaire, l'éloignement administratif par rapport à un gouvernement (Piémont pour la Sardaigne, Gênes, puis France pour la Corse, empire ottoman pour la Crète et le Magne) ont entretenu le phénomène[réf. nécessaire].
La Sardaigne est un cas intéressant : le banditisme y est plus présent que la vendetta. Sa position géographique, face à Bonifacio, en a fait un refuge pour les Corses, notamment de la région de Bonifacio, en délicatesse avec la justice comme le soulignait Maupassant. De la même façon, la Corse a été un refuge dans des circonstances extrêmes, lorsque des bandits sardes ne trouvaient plus aucun lieu pour se cacher sur leur île.
La vendetta y est restée présente ; elle a culminé au XVIIIe siècle où l'une des bandes était conduite par une femme d'environ quarante ans, nommée Lucia Delitala. Elle portait une moustache et ne s'était jamais mariée pour ne pas dépendre d'un homme ! Des vendettas continuèrent de défrayer la chronique au XIXe siècle[réf. nécessaire].

### Le droit coutumier
La notion de droit coutumier renvoie à l'exercice d'un droit non écrit et dépourvu de l'appui d'un organe coercitif. Elle peut être est difficile à appréhender pour les habitants d'un pays doté d'un code civil, où l'État exerce la justice de façon généralement impartiale.
Des régions telles que le nord de l'Albanie (les Mirdites, la Zadrime, les montagnes de Lezhë et la région de Shkoder) ou le Kosovo (régions albanophones de Pejë, Gjakovë et Prizren) ont été régies pendant des siècles par un droit coutumier connues sous le nom de Kanun (d'origine byzantine). Il existe de nombreuses versions de ce code, souvent apparentées entre elles. La plus connue est celle de Lekë Dukagjini, un noble albanais du XVe siècle. Ses dispositions sont, d'après M. Gut, traducteur du Kanun en français, très semblables à celles qui existent, dans les tribus monténégrines. Le Kanun de Lekë Dukagjini est connu grâce au travail réalisé au début du XXe siècle par le franciscain Shtjefën Gjeçovi et qu'il a publié entre 1913 et 1933.
Il faut souligner que le Kanun visait, il y a cinq siècles, à encadrer et à limiter les effets de la reprise du sang pour éviter un carnage entre clans. En Albanie, la vendetta porte le nom de gjakmarrja c'est-à-dire prise du sang ou plus justement « reprise du sang » comme le note M. Gut. Elle consiste, en effet, dans le droit pour la famille de la victime d'un homicide de venger celui-ci par le meurtre d'un parent de l'assassin.
D'après un commentateur du Kanun, une âme en demande une autre et celui qui tue dans ces conditions est pardonné par Dieu. Les principales dispositions du Kanun sont désormais bien connues même s'il faut distinguer le Kanun ancien du Kanun moderne. Ce dernier est, semble-t-il, plus laxiste dans la mesure où il ouvre la porte à la gjakmarrja qui concerne non seulement l'assassin mais aussi tous les hommes de sa maison jusqu'aux enfants au berceau.
Dans le Kanun ancien, celui qui avait utilisé l'arme est le seul à devoir le sang : « le sang suit le doigt qui a appuyé sur la détente du fusil. »
En Corse, la vendetta était soumise également à des règles :
- un véritable conseil de famille était réuni afin de décider si l'offense reçue pouvait donner lieu à vengeance,
- la famille de l'offenseur était avertie avec une certaine solennité (Vardati, eiu mi vardu !)
- la vengeance ne pouvait prendre la forme du vol,
- celui qui avait fait l'objet d'une vendetta devenait bandit d'honneur et prenait le maquis. Il était dans ce cas nourri et soutenu par le clan pour échapper à la loi.
- selon les pays des différences de comportement existent : en Albanie si quelqu'un doit un sang, il lui faut aller se cacher (art. 212 du code de Lek Dukagjin). L'assassin se promène la nuit et se cache dès le lever du jour[réf. nécessaire].

Cela[Quoi ?] empêche toute activité économique et notamment l'agriculture, la principale activité de ces régions. Les femmes, exclues de la gjakmarrja, doivent prendre le relais et effectuer les travaux des champs, comme les labours[réf. nécessaire].
En Corse, les hommes en situation de vendetta restaient également enfermés des mois et des années dans leurs maisons. Un certain niveau d'activité économique était maintenu sous leur responsabilité, mais ils ne sortaient qu'en prenant de nombreuses précautions, notamment pour travailler aux champs. Dehors on portait un fusil appuyé sur le bras gauche, à la façon des chasseurs prêts à tirer. On marchait l'œil et l'oreille aux aguets. Les paysans piochaient leurs champs avec le fusil posé sur le sillon, à leur côté. Le laboureur gardait le fusil en bandoulière, prêt à lâcher le manche de sa charrue pour faire le coup de feu[réf. nécessaire].
Le rôle de la femme dans ces deux sociétés patriarcales est différent même s'il reste difficile de le qualifier de plus enviable dans l'une ou l'autre société[réf. nécessaire].

## Les aspects contemporains
En Albanie, la vendetta et le Kanun ont fait un retour en force inattendu depuis 1992 et la chute du régime communiste (pendant cette période les cas de vendetta étaient punis avec la plus extrême sévérité et leurs auteurs fusillés en place publique).
Les causes de cette reprise ont été nombreuses :
- L'effondrement de l'autorité de l'État: police, justice, prison, autrefois redoutées, ne disposaient plus ni de la légitimité ni de moyens d'action pour remplir leur mission. Les policiers pas ou mal payés ne faisaient plus de zèle pour rechercher les présumés coupables, d'autant que dans les villages ils avaient souvent des liens familiaux avec l'un ou l'autre camp. Arrêter un auteur de vendetta n'aurait fait que conduire à des représailles immédiates de la part de la famille du suspect. Trop proches de l'ancien régime, les responsables de ces institutions n'étaient pas considérés comme fiables ni équitables. Le nord du pays (région de Shkoder et de la grande Malesi), en grande majorité catholique pratiquante, avait subi des persécutions religieuses à l'époque d'Enver Hoxha, qui voulait faire de l'Albanie le premier État athée du monde ; l'hostilité dont fit preuve cette région prit aussi un tour politique.
- Face à Tirana, dirigé par les successeurs du parti communiste, le nord du pays ne reconnut plus la légitimité de nombreuses décisions. Dans une atmosphère de révolte et de contestation du pouvoir central, de nombreux conflits se réglèrent en dehors des structures de l'État. Bien souvent ils concernaient la propriété de la terre. En 1992, après cinquante ans de régime communiste il n'y avait plus de cadastre et les terres avaient été toutes collectivisées par le régime communiste. Avec la dissolution des coopératives, la redistribution des terres entraîna de nombreux conflits et rivalités qui se réglèrent souvent de façon violente. Le Kanun se révéla un moyen bien pratique (grâce à son interprétation souple) pour appuyer des initiatives qui se transformèrent en application de la loi du plus fort.
- Lors des crises institutionnelles qu'a connues ce pays, d'abord en 1992 avec le renversement du régime, puis en 1997 avec l'effondrement des pyramides financières et enfin en 1999 avec la guerre du Kosovo, qui a placé ce pays en situation de guerre avec la Serbie, la vendetta fut pratiquée, le Kanun invoqué et la justice court-circuitée.
- Outre ces raisons politiques, il ne faut pas sous-estimer les causes traditionnelles et notamment le poids de la famille et du clan, ainsi que le mauvais fonctionnement de la justice qui justifient au regard des populations le maintien de cette forme de règlement des conflits. En témoigne cette histoire qui s'est produite en 2003 et dont s'est fait l'écho la presse albanaise en avril dernier. Tonin Tosku avait émigré depuis plusieurs années aux États-Unis. En l'an 2000, il retourne au pays pour s'y marier. En une semaine, la famille lui trouve dans la plus pure tradition, la fille qui convient, originaire de surcroît du même bourg. Au lendemain du mariage le verdict est sans appel ; la jeune mariée doit retourner chez ses parents « ce n'est pas une femme pour moi », s'est écrié Tonin. Aussitôt informés les deux frères de la femme désormais déshonorée, saisissent leurs armes, courent chez Tonin et abattent celui-ci à bout portant. Les deux justiciers ne cherchent pas à fuir. La police les arrête et le tribunal de la petite ville de Laç prononcera une peine de quinze ans de prison à l'encontre de chacun d'eux. Mais en appel la cour annulera cette décision semblant donner raison à l'acte de vengeance des deux hommes. Devant ce qu'il considéra comme une injustice le frère de Tonin, policier de profession, se sentit pris dans l'engrenage de la reprise du sang. Il tenta de s'adresser au président de la République, M. Moisiu en tant que garant des institutions et donc de la justice, pour lui remettre une lettre expliquant le drame qu'il vivait. À ce moment, il est arrêté par les gardes du corps du président qui le prennent pour un terroriste car il portait son arme de service. Il est emprisonné. La vendetta au travers de cette histoire semble avoir tous les atouts pour se perpétuer[réf. nécessaire].

### Dans la littérature

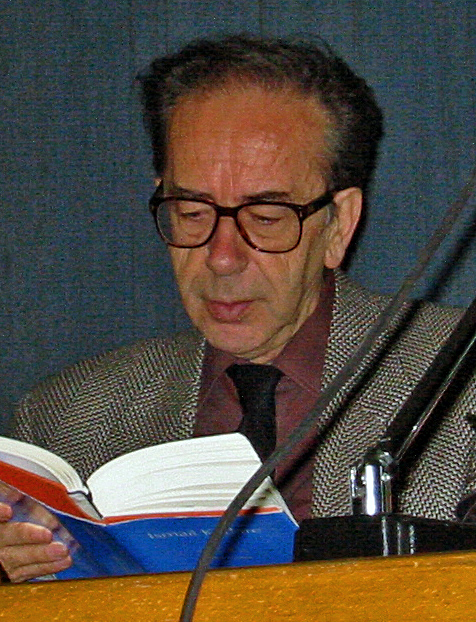
Ismail Kadaré.

Les œuvres littéraires consacrées au thème de la vendetta sont aujourd'hui principalement albanaises et particulièrement présentes dans les livres d'Ismail Kadaré, le plus grand écrivain de ce pays[réf. nécessaire].
Mais la modernité de Kadaré, par rapport aux auteurs du XIXe siècle, vient du fait qu'il abandonne la vision romantique de la vendetta et de ses prétendus héros.
Dans Avril brisé, Gjorj le jeune montagnard devenu criminel pour cause de reprise du sang médite à plusieurs reprises sur le fait que « toute cette angoisse, ces nuits d'insomnie, la querelle silencieuse avec son père, ses hésitations, ses méditations, ses souffrances n'avaient engendré que ces pierres nues et vides de sens » : une petite mourane, tumulus de pierres installé au bord d'un chemin pour sa victime.
Un médecin apostrophe un peu plus tard l'écrivain mondain, venu dans le nord de l'Albanie par intérêt pour la vendetta en lui disant : « vos livres, votre art, sentent tous le crime. Au lieu de faire quelque chose pour les malheureux montagnards, vous assistez à la mort, vous cherchez les motifs exaltants, vous recherchez ici de la beauté pour alimenter votre art. Vous ne voyez pas que c'est une beauté qui tue. » Kadaré lui, réussit avec talent à traiter de ce sujet à la fois sous la forme de métaphores, de contes mais aussi en tant qu'ethnologue au travers d'une connaissance approfondie du Kanun.
Dans son œuvre trois textes traitent de la vendetta bien sûr de manière tragique (Avril brisé et Froides Fleurs d'avril) mais aussi, et c'est plus surprenant, de manière humoristique (Le Concours de beauté).
Avril brisé est le seul roman véritablement centré sur la vendetta et le Kanun. Écrit en 1978 mais traitant d'une situation se déroulant sous la royauté, donc dans les années 1930, il met en scène un couple dont le mari, écrivain veut en se rendant dans cette région montagneuse du nord de l'Albanie comprendre les mécanismes de la vendetta et du Kanun.
Pénétrant dans ce royaume de la mort, le couple va lui aussi au-devant d'un destin tragique. La mort, il la rencontrera tout d'abord sous les traits de Gjorj, jeune montagnard qui vient de venger son frère en tuant le meurtrier (cette mort est la quarante quatrième d'une vendetta qui dure depuis soixante-dix ans).
Devenu assassin, il sera à son tour menacé de la reprise du sang. Mais d'après le Kanun il bénéficie avec l'accord de la famille de la victime d'une trêve de trente jours durant laquelle il doit payer l'impôt du sang au tout puissant seigneur de la région. Gjorj doit ensuite échapper à ses poursuivants en se réfugiant dans une tour de claustration réservée aux personnes menacées par la Gjakmarrja.
Quant à l'écrivain, l'étranger qui voulait se mêler de ces histoires, il devra également payer un tribut: ce sera sa femme qui a commis le geste fou de pénétrer dans une tour de claustration bravant ainsi l'interdit ancestral. À la fin du roman, elle est devenue un être aliéné vidé de toute émotion, « un simple corps qui aurait laissé son âme là-haut ».
Vingt ans après, Ismail Kadaré reprend à nouveau le thème de la vendetta dans une fiction qui n'est pas sans rapport avec le roman précédent, ne serait ce que par le titre : Froides Fleurs d'avril succèdent à Avril brisé.
Le roman se déroule dans une petite ville du nord de l'Albanie qui se réveille après les années de dictature.
Mais le Kanun, dix ans après la chute du communisme, essaye lui aussi de refaire surface, malgré un demi-siècle d'hibernation. Sur fond de romance amoureuse entre un peintre et son modèle, l'ombre du Kanun fait son retour au travers de l'oncle de la jeune femme. Ce dernier estime que « la dégénérescence se répandait partout. La bravoure et le sens de l'honneur, dont il avait pensé qu'ils se régénéreraient après la chute du communisme, ne cessaient de perdre du terrain. Le seul espoir résidait dans la résurrection de l'ancien coutumier. Les jeunes doreras ou exécuteurs, la fine fleur du pays à la différence de leurs congénères qui voyaient se lever le petit jour au bingo, allaient eux au-devant de la mort. »
Son neveu Angelin, désireux de s'identifier à un héros s'est saisi de cette vieille querelle familiale. Une fois le meurtre accompli on tenta désespérément d'arrêter l'engrenage en faisant appel à l'État. Dans cette période de transition que connaissait l'Albanie, tout semblait possible. Le plan était simple, le jeune meurtrier se rendrait à la police et l'État le condamnerait à une peine sévère, la plus implacable. Non pas quinze ans de réclusion, comme le prévoyaient les textes en vigueur, mais la peine capitale. L'objectif était que l'État assumât le rôle de l'exécuteur de la vengeance du clan adverse.
Le médiateur n'ignorait pas que « dans des circonstances normales, cette requête aurait été considérée comme insensée, mais en cette période où les lois changeaient du jour au lendemain et où les dossiers allaient et venaient en pagaille entre la capitale et le Conseil de l'Europe, c'était quelque chose d'envisageable. » « D'ailleurs le parti nationaliste, le Ferment de la nation, réclamait l'intégration du Kanun séculaire dans le nouveau code pénal. »
La réponse de l'État albanais, d'après le roman, fut de « refuser de conformer ses dispositions à celle du Kanun. Parmi les motifs invoqués figurait une directive tout juste arrivée du Conseil de l'Europe. »
Le concours de beauté masculin dans les cimes maudites se déroule lui aussi dans une région où sévit la vendetta, à l'époque du roi Zog 1er. Le bruit d'un concours de beauté concernant uniquement la gent masculine de 19 à 99 ans court au travers de la montagne. La vendetta est alors suspendue pour permettre à ceux qu'elle menaçait de participer au concours. Il semble que le futile puisse l'emporter sur le drame[réf. nécessaire].
Sur ce thème, cette nouvelle sert de prétexte à de passionnantes digressions imaginées par Kadaré qui sont autant de références au Kanun et à la vendetta :
- La participation au concours des « vengeurs » cloîtrés dans les tours sera-t-elle admise ?
- Disposeront-ils d'une « bessa particulière », sorte de sauf conduit leur permettant de sortir ?
- « Quels critères pourraient s'appliquer au concours, non seulement ceux relatifs à l'aspect extérieur de l'individu mais aussi la part invisible c'est-à-dire le comportement et les hauts faits des concurrents au nombre desquels surtout la façon de tirer en cas de reprise de sang, l'élégance et la régularité de l'acte ? »

Dans tous les cas, la réponse fut affirmative, les cloîtrés étant « la fine fleur de la masculinité ».
Le concours se déroulant en pleine montagne, au nord du pays, est l'occasion d'une confrontation entre citadins et ruraux albanais. « Malgré leurs efforts pour dissimuler leur étonnement, les autochtones contemplaient avec des yeux ronds tous ces gens dans le regard desquels ne se lisaient ni les affres précédant le meurtre, ni la frustration d'un sang non repris. » Le plus bel homme des montagnes fut un cloîtré pour cause de vendetta, un certain Prenk Curri dont on ne manqua pas d'évoquer en même temps que la beauté, son allure et « le beau coup de fusil » qu'il avait tiré le jour où le Kanun l'avait exigé de lui.
L'histoire aurait pu s'arrêter là mais le drame se devait de continuer: le lauréat est assassiné le jour même dans des circonstances totalement mystérieuses. La vendetta est dans un premier temps mise en cause malgré la bessa. Mais la famille à laquelle Prenk Curri devait un sang s'est hâtée de déclarer qu'elle n'était mêlée en aucune manière à ce meurtre et était prête à se soumettre aux plus sévères sanctions autrement dit à l'expulsion de la bannière de tous ses membres corps et biens sur quatre générations ; de plus la vengeance, n'ayant pas été commises avec une arme à feu, l'acte n'était pas homologué par le Kanun. Une telle mort (la tête écrasée par une pierre) était considérée comme la honte la plus cuisante en ces régions. Il s'avéra en définitive qu'un tueur à gages payé par un des concurrents de Prenk Curri avait organisé le meurtre.
Au travers de ce roman, Kadaré montre la logique totalitaire du Kanun qu'on peut appliquer à toutes les situations y compris les plus futiles, au moins en apparence. Est évoquée également la distance existant dans les comportements entre les gens venus de Tirana, relativement épouvantés par le type de questions et de codes mis en œuvre dans les montagnes, et la population du Nord repliée sur elle-même et un peu autiste[réf. nécessaire].
Deux autres auteurs, l'un turc, Yachar Kemal, l'autre kosovar, Adem Demaçi, ont consacré une part importante de leur œuvre au problème de la vendetta dans leur pays.
Yachar Kemal a décrit la vendetta dans un roman fleuve de 1 200 pages en traduction française Les Seigneurs de l'Aktchasaz qui comprend deux tomes Le Meurtre au marché des forgerons et Tourterelle ma tourterelle. Deux familles descendant de nomades turkmènes sédentarisés sont obsédées par la vendetta dans la région de l'Anti-Taurus. Le puissant Derviche Bey fait assassiner le frère de Moustafa Bey, lequel poussé par sa mère se trouve dans l'obligation impérieuse de venger les siens[réf. nécessaire].
Les va-et-vient de la mort oscillent d'un camp à l'autre. Moustafa Bey multiplie les embuscades dans les marais. Derviche Bey les déjoue et finit par capturer son ennemi. Suprême humiliation, il lui accorde la vie sauve mais le renvoie à sa mère nu, ficelé sur un cheval.
La vendetta ne s'arrête pas là, mais tandis que les beys s'épuisent à se tendre des pièges mortels, de nouveaux maîtres apparaissent, « les aghas », des parvenus avides de conquérir le pouvoir économique des beys. Ils parviendront à éliminer légalement leurs anciens maîtres. La rivalité entre les deux familles se double d'un conflit de générations au sein de chaque famille. Les enfants ne croient plus dans les valeurs tribales de leurs parents : ils ont perdu les qualités qui font d'un homme un homme. Ils ne se battront pas, ils ne pensent pas à venger le sang répandu, ce ne sont pas des hommes…

« Nous sommes les derniers représentants d'une époque, d'une race d'hommes. »

Le titre du roman d'Adem Demaçi, Les Serpents de la vendetta s'est inspiré d'une allégorie décrivant trois serpents de différentes couleurs qui s'étaient attachés à trois hommes : un Turc, un serviteur rayah et un Albanais, qui voyageaient à la recherche de leur destin. Dans la nuit ils furent tous les trois piqués par les serpents à différents endroits du corps. Un sage leur expliqua alors leur destin : 

« Toi le Turc tu as été piqué par le serpent du plaisir. Tu es destiné à vivre sans travailler. C'est Dieu qui a décidé que tu règnerais et tu jouiras des plaisirs terrestres. Toi rayah tu as été piqué par le serpent de la souffrance. Tu es destiné à peiner ta vie durant. Toi l'Albanais tu as été piqué par le serpent de la vendetta. Tu tueras ton propre frère et ton frère te tuera et ceci jusqu'à la fin des temps. Dieu a ordonné que tu boives et vomisses le sang. »

Ce livre est également le récit d'un conflit de génération. Le patriarche, chef d'un clan kosovar, ne voit pas d'alternative à la poursuite de la vendetta dans la mesure où c'est la seule manière de préserver l'honneur masculin. Son fils mesure les effets destructeurs et lutte en vain pour y mettre fin. Il finit par supplier ses propres enfants d'écraser la tête du serpent.
Ces romans ont été écrits par des militants. Militant de la cause Kosovare pour Adem Demaçi emprisonné à de nombreuses reprises par les Serbes depuis 1958 ; il fut même surnommé le Mandela du Kosovo et à ce titre conscient du rôle destructeur de la vendetta face à l'enjeu de la lutte de libération nationale engagée par les Albanais. Yachar Kemal fut également soupçonné d'activités jugées subversives, en tant que membre du Parti des travailleurs de Turquie dissous en 1971[réf. nécessaire].
Bien sûr d'autres écrivains traitent dans leurs œuvres de la vendetta. Parmi eux il faut signaler Luan Starova, Macédonien d'origine albanaise qui, dans son livre Le Musée de l'athéisme, insiste sur le caractère sacrificiel de la vendetta.

## Au cinéma
- Les Lois de l'hospitalité, de Buster Keaton et John G. Blystone (1923)
- Shotgun Stories, de Jeff Nichols (2007)
- Pas de pardon, de Sarik Andreassian (2018)

### Une géographie mouvante
Le champ de la vendetta en ce début de XXIe siècle s'est considérablement réduit.
Dans les îles dépendant de l'Italie (Sardaigne et Sicile) mais aussi dans le sud du pays (en Calabre notamment, mais également en Campanie et dans les Pouilles), les problèmes de vendetta ont sensiblement décru, même si dans certains lieux, comme Orgosolo en Sardaigne, des clans rivaux se sont affrontés pendant plus d'un siècle. Actuellement, dans la région de Foggia (Pouilles), deux familles et leurs alliés s'affrontent depuis 1981. En Calabre, la faida dei boschi (« faide des forêts »), qui a commencé dans les années 1970, faisait encore de nombreux morts en 2010 dans la province de Catanzaro (une quinzaine entre janvier et août 2010). Toujours en Calabre, la faide qui ensanglanta la petite ville de Taurianova (15 000 habitants) entre 1989 et 1991, fit 32 morts en 18 mois. En Campanie, la faida di Scampia (dite aussi faida di Secondigliano), opposant depuis 2004 deux clans de la camorra (la mafia napolitaine), n'était pas encore terminée en 2011. Au total, plus de 70 personnes (une cinquantaine entre 2004 et 2005) ont été abattues dans les quartiers nord de Naples, dont plusieurs innocents. Entre 1981 et 1983 dans la province de Naples, une "guerre" opposant deux clans de la camorra, la NCO ("Nuova Camorra Organizzata") et la Nuova Famiglia, fit 858 morts (295 assassinats en 1981, 273 en 1982 et 290 en 1983).
En Corse : depuis 1931, le cas des bandits corses et des bandits d'honneur a été réglé à la suite d'une véritable opération militaire qui a mobilisé plus de cinq cents hommes disposant d'un matériel lourd (automitrailleuses) ; les villages ont été passés au peigne fin grâce à des perquisitions et des confiscations d'armes. Cette opération permit l'arrestation des principaux bandits, morts ou vifs, et mit presque fin à la vague de banditisme en Corse.
En Grèce et tout particulièrement en Crète, la question semble résolue depuis quelques dizaines années.
Dans les Balkans, si elle est encore très présente en Albanie pour les raisons évoquées précédemment, sa présence s'est considérablement réduite au Kosovo depuis l'amnistie générale décrétée en 1988 avant le conflit avec la Serbie.
En Albanie, le nombre d'assassinats liés aux affaires de gjakmarrja est passé de 45 en 1998 à 12 en 2002, tandis que le nombre de familles cloîtrées a décru de 2 500 à 1 378 en 3 ans, entre 2000 et 2002.
Cependant, on note indéniablement une extension géographique du phénomène en raison de l'exode rural qui permit à partir de 1992 à la population du nord de s'installer, sans autorisation, dans la capitale Tirana.
Loin de restreindre la gjakmarrja, l'exode a contribué à sa diffusion dans des zones où jusque-là elle était absente, c'est-à-dire Tirana et le sud de l'Albanie. Les statistiques sont tout à fait éloquentes : 140 familles cloîtrées à Tirana, 98 à Durrës, 111 à Vlora, 62 à Berat et 13 à Lushnja.
Le déracinement, loin de favoriser la rupture avec les pratiques traditionnelles de justice clanique en référence plus ou moins lointaine avec l'antique Kanun, et de permettre l'intégration dans une culture urbaine, s'est traduit par une marginalisation de cette population à la périphérie de la ville. Incapable de trouver un travail correspondant à ses qualifications principalement agricoles, elle s'est trouvée placée en situation de dépendance et d'assistanat. Chômage et misère sont le lot quotidien dans la banlieue de Tirana et de Durrës.
Dans le district de Kruja (trente kilomètres de Tirana) qui est désormais pour une part inclus dans la grande banlieue de la capitale, sur douze meurtres constatés en 2002, deux ont été causés par la vendetta ; dans les neuf premiers mois de 2003 sur neuf meurtres recensés, deux correspondaient à la gjakmarrja. Dans ce district, environ 20 % des crimes peuvent donc lui être imputés, ce qui montre l'ampleur du problème.
Aujourd'hui en Corse, la vendetta familiale au sens traditionnel n'existe que de façon ponctuelle. Les vendetta inter-clans restent elles très actives (plus ou moins 20 morts par an, pour une population de moins de 300 000 habitants, faisant de l’île la région la plus criminogène d'Europe en pourcentage de la population).[réf. nécessaire]

## Solutions envisagées[Par qui ?]
Face à la vendetta les tentatives de réponses[Quand ?] se réfèrent soit à une logique clanique soit à celle de l'État[Lequel ?]. De plus dans ces situations se mettent en place des solutions individuelles[Où ?] et des solutions collectives en fonction de l'évolution de la crise et du degré de tension[réf. nécessaire].

### La logique du clan

#### La conciliation
Elle fait partie des règles coutumières. En Corse on s'en remettait aux « paceri arbitrattori », (référence à pace, la paix) ; ces hommes réputés pour leur sagesse, pouvaient être désignés comme ceux qui apportent la paix. Grâce à leur diplomatie et leur autorité, ils faisaient[Quand ?] taire rancune et fusils[réf. nécessaire].
Parmi les solutions proposées il en est une qui peut semblerModèle:À qui a priori paradoxale mais qui a permis de résoudre beaucoup de situations jugées inextricables : le mariage[réf. nécessaire].
La réconciliation passait par le mariage d'un garçon et d'une fille choisis dans l'une et l'autre famille. Elle entrait dans une logique selon laquelle unir le sang de deux familles ennemies effaçait la dette du sang versé.
En Crète, on a eu recours à ce type de solution lors de l'une des plus célèbres vendettas qui provoqua la mort de 140 personnes appartenant aux familles Pentarakis et Sartzetakis. Un ancien président de la République grecque, Christos Sartzetakis, est issu de cette dernière famille. Cette vendetta avait obligé la famille Sartzetakis à fuir la Crète pour se réfugier à Thessalonique et c'est seulement il y a un peu plus de dix ans que grâce à un mariage il put être mis fin à cette vendetta.
En Albanie, on a également recours aux services de médiateur. La trêve est prévue d'ailleurs par le Kanun et l'on dit que c'est un honneur plus grand de pardonner que de tuer. À Shkoder, la grande ville du nord de l'Albanie, s'est installée une commission de réconciliation dirigée par Emin Spahiu. En un an, elle a enregistré la fin de soixante-quatre vendettas sur environ 2 000 situations recensées.
Les formes de réconciliation nécessitent beaucoup de temps et peuvent revêtir des procédures très diverses.
Pour la famille Hasani qui vit dans les montagnes du Nord de l'Albanie et plus particulièrement dans le village d'Ura e Shtrenjte, tout a commencé en 1941 pendant la Seconde Guerre mondiale. C'était le jour où les troupes italiennes ont débarqué dans le village. Arrêté par les soldats, le chef de famille a exigé, depuis sa prison, les excuses d'un habitant des hautes terres qu'il soupçonnait de collaborer avec l'ennemi. Comme les excuses ne venaient pas, l'oncle a pris une carabine et ainsi les deux familles s'engagèrent dans une vendetta qui dura cinquante-cinq ans.
Après la chute du communisme, la famille Hasani a tenté une réconciliation ; les démarches ont duré neuf ans pour s'achever en 1999. L'aîné des Hasani est allé à Tropoja, le village de la famille adverse, avec l'imam et le prêtre catholique. Les mains liées avec des cordes, il s'est présenté à la famille adverse.
Quand il s'est approché, le chef de famille pouvait soit lui couper la gorge soit couper la corde et le sang être pardonné. Il a coupé la corde et le pardon lui a été accordé.
Cette histoire montre notamment le rôle de médiateur des hommes d'église (prêtre catholique et imam pour l'islam). De plus la procédure du repentir est directement inspirée de la religion catholique : le pêcheur se livre poings liés pour obtenir le pardon de l'église (ici de la famille mais en présence des représentants de Dieu). Il est clair que l'église catholique qui est très majoritaire dans cette région où la pratique religieuse est très forte peut, non seulement assurer une médiation, mais obtenir une réconciliation.
Autrefois ainsi que le mentionne Frédéric Gibert dans son livre paru en 1914 Les Pays d'Albanie et leur histoire, les autorités religieuses surtout les catholiques dont les ouailles étaient particulièrement atteintes par ces vendettas imposèrent deux trêves annuelles : la première, de la Saint Antoine à la Toussaint, et la seconde du jour des morts à la Saint Nicolas. Celui qui les enfreignait était banni. Elles avaient établi une sorte de tarif en compensation de la perte d'une vie humaine. On le payait autrefois en têtes de bétail et à l'époque de la rédaction du livre, en piastres : quinze cents (soit 300 francs en 1914) pour un mort, et la moitié pour une blessure grave.
Aujourd'hui les trêves religieuses, comme le tarif des réparations financières, n'ont plus la même efficacité.
En cas d'échec de médiation, il ne reste plus que l'enfermement et l'attente interminable d'un événement extérieur permettant la réconciliation ou l'exil.

#### L'exil
C'est souvent vers cette solution que s'orientent ceux qui ont un minimum de moyens, même si elle implique d'abandonner la plupart de ses biens (maisons, terres), ce qui rebute plus d'une famille.
Plusieurs villages, notamment en Crète, se sont vidés de leurs habitants ; un des plus célèbres est Aradena au cœur de la Crète où vers la fin des années 1940, une vendetta entre les familles Tsontakis et Koukouvitis (voir supra) provoqua la fuite de la plus grande partie de la population. Sans retour...
Autre situation évoquée en 1999 par un journal grec : un village non loin de La Canée comptait plusieurs centaines d'habitants il y a cinq ans. Aujourd'hui il n'en reste plus que dix. Tous les membres de la famille d'un criminel ou portant tout simplement son nom ont été contraints de fuir pour éviter la mort.
Toujours en Grèce, mais mettant en cause deux familles albanaises ayant émigré dans l'île de Hydra, un meurtre se produisit en 1996 : une jeune fille ayant été insultée et malmenée par le garçon d'une autre famille, le frère de celle-ci vengea l'honneur de la famille en le tuant.
La police de l'île procéda à l'arrestation du meurtrier et le traduisit en justice où il fut condamné à douze ans d'emprisonnement.
Cependant, consciente des risques de vendetta entre les deux familles, la police grecque conseilla aux parents du meurtrier de trouver refuge ailleurs que dans l'île de Hydra qui ne compte que 2400 habitants permanents et de s'installer à Athènes pour se fondre dans les trois millions de métropolitains. La famille suivit ce conseil.
De plus son patriarche envoya un émissaire pour demander d'accepter ses regrets ou toute autre forme de réparation qui satisferait la famille du mort. Un refus s'ensuivit assorti d'une menace : trois personnes de la famille du meurtrier seraient tuées en représailles. Dès lors certains membres du clan visés par la gjakmarrja décidèrent de partir à l'étranger, notamment au Canada où leur demande d'asile fut examinée par les tribunaux.
En Albanie une affaire récente suscita une émotion à la fois sur place et à l'étranger : Ndoc Cefa, président du conseil municipal de la ville de Shkoder et directeur du théâtre Migjeni, institution culturelle de renommée nationale, est conduit à vivre enfermé chez lui depuis que son neveu a assassiné à Londres en décembre 2000 un autre Albanais. Le coupable, considéré comme un déséquilibré, est enfermé dans un hôpital psychiatrique en Albanie. Malgré ces circonstances, une gjakmarrja est réclamée par la famille de la victime qui refuse de prendre en considération l'irresponsabilité pénale du meurtrier. Ndoc Cefa, le représentant le plus connu de la famille tant pour des raisons politiques que par ses responsabilités professionnelles, se voit rapidement menacé de mort notamment par téléphone et de préférence la nuit. Les médiateurs locaux reconnus par la population et par les institutions officielles échouèrent dans leurs démarches.
Contraint de limiter au maximum ses déplacements, il dut organiser chez lui toutes les réunions relatives à la gestion du théâtre. Dans l'incapacité de remplir son mandat électoral il fut conduit en 2003 à envisager de fuir à l'étranger. Cette affaire est dramatiquement exemplaire car elle démontre la capacité d'étouffement que peut entraîner un tel processus sur des individus. De plus si un aspect politique n'est pas à exclure dans cette affaire comme dans beaucoup d'autres vendettas en Albanie et ailleurs, sa mise à l'écart et qui plus est son départ permettent de se débarrasser d'un responsable politique important sur une ville. Enfin la voie de l'exil ne permet en aucune façon de clore la gjakmarrja ; elle n'est qu'une solution individuelle et les hommes de la famille demeurés sur place restent redevables du sang.
La vengeance est une façon d'organiser l'emprise d'une famille et plus largement d'un clan sur un autre.

#### Les solutions collectives: l'amnistie générale
Chez les populations albanophones, ce mode de réconciliation à grande échelle s'est produit à deux reprises. En Albanie, alors partie intégrante de l'état ottoman, les chefs de tribus décidèrent de faire cesser au préalable les querelles intestines entre les différentes familles avant de s'engager dans la lutte pour l'indépendance qui aboutit à la création en 1913 d'un premier État albanais.
Au Kosovo, beaucoup plus récemment, dans les années 1980, un groupe de jeunes qui avaient été emprisonnés par les Serbes décidèrent de s'engager dans la voie de l'éradication de la vendetta qu'ils considéraient comme une tradition anachronique pour notre époque et très dangereuse dans le combat face à Milosevic.
Ils ont fait appel au conseil des droits de l'homme de Prishtina et en particulier à Anton Çetta, un universitaire albanais fondateur du mouvement de bonne compréhension de la paix.
Ensemble ils ont formé des groupes de réconciliation qui se sont déplacés dans les communes et ont expliqué aux familles combien il était archaïque de régler les problèmes de cette façon. La réconciliation était un moyen bien plus constructif.
L'initiative se développa à partir du 23 février 1990. À l'époque les Albanais disposaient encore de médias. Ils y ont diffusé un certain nombre de messages en faveur de cette action progressiste. En mars 1990, vingt-trois communes ont fondé spontanément des groupes de « réconciliation du sang » et annoncèrent soixante réconciliations. Elles eurent lieu en public pour une action éducative en direction de l'ensemble de la population et tout particulièrement de la jeunesse. Le plus souvent ce sont cent à deux cents personnes qui y participaient mais certaines réunions ont rassemblé jusqu'à cent mille personnes. À Décani c'est une foule de cinq cent mille personnes qui répondit à l'appel, dont certaines venaient du Monténégro, de Macédoine, de Serbie du Sud.
Les lieux où des cérémonies de réconciliation se sont déroulées ont été appelés : collines, vallées de réconciliation. Au total, ce sont près de mille meurtres, cinq cents cas de blessures et sept cents conflits divers qui ont pu être résolus, y compris avec des américano-albanais.
Pour Anton Çetta « c'est un rapprochement de tout un peuple, une solidarité, une union nationale sans distinction de religions, de classes sociales. » Grâce à cette nouvelle solidarité, Ibrahim Rugova a pu engager le peuple du Kosovo dans la voie d'une résistance non violente. Cette mobilisation a été vraiment importante pour résister aux provocations de la police serbe et à sa volonté d'utiliser la vendetta pour diviser le mouvement albanais et freiner l'émergence du KLA et de l'UCK dans les années 1997. La région de la Drenica, le cœur traditionnel du Kosovo et l'âme de la résistance aux Serbes, a été le plus touchée. La police effectua des descentes se traduisant par des emprisonnements et des expulsions ciblés contre certains clans et en épargna volontairement d'autres. Il s'agissait d'inciter les Albanais à reporter leur vengeance sur des clans épargnés en les soupçonnant de trahison.
Devant le projet de plus en plus évident de procéder à un véritable nettoyage ethnique de cette région peuplée à 90 % d'Albanais, ces manœuvres échouèrent.
Là encore l'autorité morale et la médiation d'une personnalité reconnue ont permis d'aboutir à ce résultat.
Ces deux faits historiques prouvent donc que l'intérêt national parvient à dépasser les intérêts particuliers et notamment claniques dans des circonstances qu'il faut qualifier d'exceptionnelles.

### La logique étatique
De longue date les États ont tenté de réagir énergiquement contre le phénomène de la vendetta.
Pour ne prendre que l'exemple de l'empire ottoman, les autorités avaient créé par un décret loi de 1908, des commissions de conciliation dites de Musalâhat-Dem en vue de prévenir l'enchaînement des meurtres, notamment en Albanie qui était alors une province de l'empire. Ces commissions étaient chargées de réunir les chefs des familles ennemies, si nécessaire manu militari et de leur imposer la paix ; elles décidaient également d'un prix du sang à verser par la famille du meurtrier à celle de la victime. En cas d'échec de cette tentative de pacification, les commissions étaient habilitées à décider de la déportation de l'une des familles dans une autre localité.
On ne dispose pas d'informations précises sur les résultats de cette pacification musclée mais l'arrivée des guerres balkaniques puis de la Première Guerre mondiale rendit caduque cette initiative.

#### Au Monténégro
Dès 1855, « Daniel Ier, prince et seigneur des libres du Monténégro et Berda, d'accord avec les chefs et vieillards institue un code général d'après lequel tous seront jugés… »

Une disposition, l'article 39, concerne directement les cas de vendettas : 

« Les Monténégrins ayant directement l'usage de la vendetta non seulement contre l'assassin et le coupable mais encore contre son frère ou ses parents innocents, une semblable vendetta est défendue et celui qui tuera un innocent sera condamné à mort. L'assassin seul qui sera recherché par la police, pourra être tué ; on ne devra molester en aucune façon son frère ou ses parents qui n'ont commis aucune faute ; mais l'assassin et aucun autre payera le meurtre de sa tête. »

#### En Turquie
Après l'installation de la république des mesures spécifiques sont prises pour lutter contre la vendetta ; elles privilégient l'éloignement des familles (certains[Qui ?] évoquent le terme de déportation) pour éradiquer ce phénomène. De plus cette loi de 1937 retient le principe de responsabilité collective contraire à celui de la responsabilité individuelle. Les familles déportées étaient cependant libres de s'établir là où elles le souhaitaient dès lors qu'elles ne s'approchaient pas à moins de cinq cents kilomètres de leur localité d'origine[réf. nécessaire].
Inutile de préciser que cette législation fut considérée non seulement comme vexatoire mais aussi comme un moyen d'appauvrir les familles, celles-ci perdant à la fois leurs terres et leurs maisons. Loin d'atténuer les ressentiments, elle a contribué à nourrir la haine et le désir de vengeance[réf. nécessaire].
De nombreuses pétitions émanant des familles de déportés furent adressées à l'Assemblée nationale turque[réf. nécessaire].
Géographiquement dans les années 1940, seize départements sur les soixante-trois que comptait alors la Turquie, principalement en Anatolie et autour de la mer Noire, tombaient sous l'effet de cette loi[réf. nécessaire].
C'est en 1964 qu'une nouvelle législation est introduite après que la cour constitutionnelle l'ait invalidé notamment parce qu'elle violait le principe d'individualité des peines ainsi que le droit de choisir son domicile. L'article 450 du code pénal turc considère que la vengeance est une circonstance aggravante pouvant justifier la peine de mort[réf. nécessaire]; peine de mort qui est aujourd'hui abolie et qui n'était plus appliquée depuis 1984 aux cas de vendetta.
Les effets de cette politique répressive ne sont pas évidents : Artun Unsal dans son livre Tuer pour survivre : la vendetta donne des indications chiffrées sur la période 1972-1976 qui montrent que les zones traditionnelles (Anatolie et mer Noire) demeurent les plus actives: 28,3 % des villages de la mer Noire sont concernés par la vendetta et 21,5 % du sud-est de l'Anatolie et mentionne 9 700 cas de vendetta durant cette période[réf. nécessaire].
Quant aux condamnations, elles font l'objet systématiquement de circonstances atténuantes. Les juges traitent les crimes d'honneur avec plus de compréhension que les crimes crapuleux[réf. nécessaire]. De plus profitant des dispositions plus clémentes du code pénal à l'égard des mineurs, les familles, ainsi que le souligne Artun Unsal, peuvent charger un de leurs membres de l'exécution de cette affaire d'honneur[réf. nécessaire].
Enfin l'exode rural, loin de régler le problème, l'a déplacé ; les populations rurales ne sont guère intégrées et ont maintenu les liens de solidarité mais aussi de haine. Désormais la vendetta des villes existe au même titre que la vendetta des champs[réf. nécessaire].

#### En Albanie
Depuis l'indépendance, l'Albanie notamment en 1929 à l'époque du roi Zog Ier a essayé de se doter d'un code pénal inspiré des législations occidentales avec des résultats très variables selon les régions.
Même les Français, qui administrèrent une partie de l'Albanie durant la Première Guerre mondiale et jusqu'en 1920, s'attaquèrent à ce fléau. Selon Jacques Bourcart qui participa à cette opération et publia en 1921 un ouvrage intitulé L'Albanie et les Albanais, la guerre avait permis de suspendre les crimes d'honneur et l'administrateur français décida de constituer une cour d'honneur qui avait pour mission de réconcilier les adversaires. Tout meurtre après un certain délai serait puni de mort et la famille du meurtrier prise comme otage. D'après lui, ces mesures particulièrement répressives eurent un effet décisif contre la vendetta.
Il signalait également que l'Église, en instituant une trêve perpétuelle, pourrait aider à éradiquer la vendetta dans la partie catholique de l'Albanie. Il concluait en soulignant que c'était une condition nécessaire pour le développement à venir de l'Albanie.
Depuis 1998, ce pays s'est doté d'une constitution : l'article 25 mentionne que la loi protège la vie des personnes. Un code pénal a succédé, en 1999, à celui de l'époque communiste. Il respecte les principes de l'État de droit. De plus, depuis deux ans le Parlement a renforcé les dispositions relatives à la lutte contre la vendetta.
À l'article 78 de ce code pénal, un paragraphe 17 a été ajouté : « les homicides pour intérêts, vengeance ou vendetta » sont passibles de condamnations pouvant aller jusqu'à vingt ans de prison.
L'article 83 du même code vise la menace de vengeance ou de vendetta envers un enfant et la rend passible d'amende et de peines pouvant aller jusqu'à trois ans de prison.
Cette dernière disposition est tout à fait nécessaire pour dissuader les vendettas appliquées aux enfants mais jusqu'à présent elle n'a pas eu l'efficacité espérée dans la mesure où ils restent des cibles de choix dans la gjakmarrja. D'après le ministère de l'Éducation, 142 enfants seraient privés de scolarité parce que cloîtrés chez leurs parents. D'après d'autres sources ils seraient entre 400 et 800.

## Conclusion
Il faut s'attarder encore un peu sur ce qui est à l'origine de toute vendetta : le conflit d'honneur. L'honneur invoqué à tout propos et à tous les moments de la vie est devenu dans certains groupes ou populations une obsession.
Chez les nationalistes corses, dans certaines populations anatoliennes ou albanaises, l'invocation permanente de l'honneur pour les choses les plus graves comme les plus futiles est une attitude qui permet de régler ses comptes.
En effet si tout est régi par un code de l'honneur à l'interprétation très élastique, voire auto-interprétative, cela se révèle bien pratique pour légitimer la vengeance y compris crapuleuse.
Il résulte de ce rapide survol de la confrontation entre État de droit et droit coutumier au travers de l'exemple de la vendetta que celle-ci en tant que vengeance d'honneur reste un phénomène actif dans cette partie de la Méditerranée.
Il ne sert à rien de pointer du doigt un pays, actuellement de préférence l'Albanie, et d'occulter ce qui se passe, sous des formes très diverses en Turquie, Italie méridionale, Grèce ou même en France. Il ne sert à rien non plus de nier son existence ou de la classer au rang des archaïsmes de l'histoire.
En effet, la tentation est parfois grande dans nombre de pays de refuser de voir la détresse de certaines familles, taxées d'attardées ou de rurales. En dehors du mépris dont cette stratégie est porteuse, elle ne peut camoufler durablement le phénomène et ses variantes.
Aujourd'hui la vendetta s'est modernisée, sortant des zones rurales ou excentrées, elle s'est adaptée au milieu urbain. Fuir Shkoder pour Tirana, ou Hydra pour Athènes puis l'Amérique ne met plus forcément à l'abri de la vengeance. Fait heureusement encore rare, la vendetta franchit les frontières ainsi qu'en témoignent certaines affaires en Allemagne à propos de ressortissants turcs ou calabrais. De même en France en 2002 à Luynes (Bouches-du-Rhône) le père de l'auteur d'un double meurtre passionnel entre familles kosovares a été victime d'une vendetta. Il a été exécuté sur le parking de la prison de Luynes où il venait de rendre visite à son fils écroué. Pourtant se sachant menacé, il avait averti les autorités et avait même mis sa maison en vente.
Phénomène plus inquiétant encore, peuvent se développer des formes politiques et économiques mafieuses. L'arrière-plan politique de la vendetta reste une constante, tant en Corse qu'en Albanie ou en Turquie.
L'autre constante c'est le défi à l'État de droit, défi au code pénal en court-circuitant les instances judiciaires, défi à la démocratie en éliminant un adversaire politique. Aujourd'hui plus encore qu'hier, il est décisif de convaincre les populations que l'État de droit peut leur apporter justice, respect des droits des enfants, des femmes et des hommes.
La mise à l'index de la vendetta implicite ou explicite qui existe dans le droit pénal de tous ces pays n'est malheureusement pas suffisante. Tant que ces populations se sentiront exclues du développement, méprisées par les élites politiques de leur pays, elles écouteront les chefs de familles et de clans, à la recherche d'une forme de protection et de solidarité que ne parvient pas à leur offrir la société du XXIe siècle.
Des rendez-vous importants attendent les Balkans et peut-être la Turquie dans le cadre des procédures d'adhésion à l'Union européenne, à la suite du sommet des chefs d'État et de gouvernements de Thessalonique en juin 2003 qui a réaffirmé d'emblée que « nous partageons tous les valeurs de la démocratie, de l'État de droit, du respect des droits de l'homme. »
Des progrès sensibles ont déjà été faits dans tous ces pays par la mise en place de l'État de droit. Constitution et code pénal dans la plupart des pays sont inspirés par les valeurs universelles des droits de l'homme.
En outre en Albanie, les médias et tout particulièrement les quotidiens se font l'écho des affaires de vendetta et de gjakmarrja accentuant la prise de conscience de la gravité de la situation et de son caractère anormal. Le Parlement et le président de la République, Alfred Moisiu, s'en préoccupent. Il a pris une initiative en se rendant à Shkodër en juin 2003 et dans son intervention, a insisté sur la mobilisation nécessaire de la police et de la justice pour faire appliquer la loi.
L'un des aspects les plus révoltants de la vendetta, la réclusion des enfants fait l'objet aujourd'hui d'une réflexion et de propositions concrètes : l'idée de faire protéger les enfants par la police pour se rendre à l'école est une mesure envisagée à court terme pour enfin leur permettre de sortir de leur situation d'enfermement et d'accéder au savoir qui est une des conditions du développement.
D'autres propositions ont été établies, notamment dans le cadre de l'Union de l'Europe occidentale (UEO). Cette institution a été chargée par l'Union européenne en 1997 de mettre en place dans l'Europe du Sud-est un élément multinational de conseil en matière de police (EMCP). Un rapport détaillé a été rédigé en 2000 par Michael Hancock et Lord Ponsonby. Ils plaçaient l'élimination du Kanun parmi leurs trois priorités, avec la lutte contre la corruption et le crime. Ils soulignaient qu'il n'y avait pas suffisamment de centres de résolution des conflits dans le nord de l'Albanie. Ce type de centre fait prendre conscience à l'ensemble de la communauté de l'existence d'autres méthodes de résolution des conflits et permet, entre familles ennemies de se rencontrer dans un lieu neutre pour tenter de régler leurs problèmes. Ils regrettaient que le centre, créé par l'anthropologue Antonia Young qui effectuait un excellent travail, ait dû fermer par manque de fonds.
Si l'éradication de la vendetta sous toutes ses formes n'est pas envisageable à brève échéance, la confrontation à l'échelon européen des expériences et des initiatives, qu'elles relèvent de l'État, du mouvement associatif et bien entendu des intéressés (qui sont de moins en moins silencieux), devrait être d'actualité.

#### Littérature
- Prosper Mérimée, Colomba, 1839
- Alexandre Dumas, Les Frères corses, 1844
- Maupassant, Vendetta, 1883
- Honoré de Balzac, La Vendetta, 1830
- Ismaïl Kadaré :
  - Avril brisé, 1980
  - Froides Fleurs d'Avril, 2000
  - Concours de beauté, 1998
- Yaşar Kemal, Les Seigneurs de l'Aktchasaj
- Adem Demaçi, Les Serpents de la vendetta
- Luan Starova, Le Musée de l'athéisme

#### Essais
- René Franceschi, Combats et souffrances d'un village corse : Frasseto, 2e éd., 2010, CC
- Francis Pomponi, Vendetta, justice et politique en Corse : l'Affaire Viterbi, 2010 (Colonna édition)
- Violette Lazard et Marion Galland, Vendetta, 2020 (éditions Plon)

#### Bande dessinée
- Vendetta, la vengeance des Oulianov, BD de Loulou Dédola et Lelio Bonaccorso (2021)  L'histoire explique que Lénine aurait déclenché la révolution russe et assassiné le tsar et sa famille pour venger la mort de son frère Alexandre Oulianov.